# Unione Sportiva Rivarolese
La ASD Rivarolese 1919, precedentemente Unione Sportiva Rivarolese, meglio nota come Rivarolese, è una squadra di calcio italiana, fondata nel 1919 nell'allora comune autonomo di Rivarolo Ligure, divenuto poi nel 1926 quartiere di Genova.
La società nell'estate del 2019, già U.S.D. Rivarolese 1919, è stata incorporata per fusione dal Rapallo Ruentes 1914, che milita nel campionato di Eccellenza Liguria, con il conseguente cambio di denominazione in Società Sportiva Dilettantistica Rapallo R. 1914 Rivarolese. Nel 2022 viene rifondata la squadra.

## Storia

### I primi anni e il debutto in Prima Categoria
La Rivarolese nacque nel primo dopoguerra in seguito alla fusione del Foot Ball Club Italia e del Foot Ball Club Stella. Fu scelta una maglia nera decorata da una banda e una stella rosse, mentre sullo stemma venne raffigurato un avvoltoio.
Agli albori della sua storia disputò per alcuni anni il campionato nazionale; sul suo campo di gioco, il "Torbella", donato al comune dalla Marchesa Pallavicini, che prese il nome da quello del fiume che attraversava il paese, affrontando squadre come il Milan, l'Inter e la Juventus, che fu sconfitta per 2-0 in campionato di fronte a quasi 5.000 spettatori, il 15 ottobre 1922.
Il debutto nel campionato di massima serie (girone eliminatorio ligure) avvenne nella stagione 1920-1921: nella partita di esordio nel girone ligure disputata il 31 ottobre 1920 perse per 3-1 contro l'Andrea Doria, ma seppe già riscattarsi la settimana successiva conquistando la prima vittoria battendo in casa per 3-2 il Savona; tuttavia, nelle giornate successive arrivarono soltanto sconfitte, e, come se non bastasse, l'unica partita vinta contro il Savona fu annullata dal Comitato Regionale Ligure per ragioni tecniche e fatta ripetere. La ripetizione, disputata il 2 gennaio 1921 a Sampierdarena sul campo di Villa Scassi per un franamento sul campo Torbella, fu sospeso sul 2-0 per il Savona per invasione di campo dei tifosi inferociti della Rivarolese i quali minacciarono il capitano del Savona. La partita fu sospesa e la Rivarolese, oltre a perderla a tavolino, fu squalificato per tutto il campionato, perdendo le rimanenti otto partite ancora da disputare 0-2 a tavolino. Nonostante l'ultimo posto nell'eliminatoria ligure con zero punti, e la conseguente retrocessione nel campionato ligure di Promozione, la FIGC decise di riammettere il club nella massima serie.
Nella stagione successiva la Rivarolese disputò ancora una volta, dunque, il campionato di Prima Categoria, rimasto tuttavia privo delle grandi squadre, che si erano separate dalla FIGC per protesta (pretendevano una riduzione delle partecipanti al massimo campionato a 24, contro le 64 del torneo precedente) e si erano create un loro campionato personale, quello della CCI. Genoa e Andrea Doria aderirono alla CCI e dunque non presero parte al campionato della FIGC a cui si era iscritta la Rivarolese: nonostante l'assenza di queste due grandi del calcio ligure e nazionale, la Rivarolese ancora una volta non riuscì a vincere l'eliminatoria ligure e a qualificarsi alla fase nazionale, chiudendo terza nel girone ligure dietro a Sampierdarenese e alla Speranza di Savona. A fine campionato, con la riconciliazione tra la FIGC e le 24 grandi squadre che avevano fondato la CCI sancita dal cosiddetto Compromesso Colombo, arrivò tuttavia il rischio retrocessione: per rimanere in massima serie (ridotta a 36 squadre) la Rivarolese avrebbe dovuto disputare degli spareggi salvezza contro altre squadre: vinse il primo spareggio battendo i piemontesi della Valenzana per 2-0 a Novi Ligure, e nel secondo turno affrontò il Venezia, squadra aderente alla CCI: la gara di andata in casa finì 0-0, ma al ritorno la Rivarolese riuscì nell'impresa di espugnare Venezia vincendo 2-1, salvandosi e condannando il Venezia alla retrocessione.
Salvatasi per un pelo, la Rivarolese disputò quindi il campionato di massima serie (Prima Divisione) 1922-1923, il primo per la società ligure in cui affrontava squadre non liguri (poiché non era strutturato su eliminatorie regionali): fu inserita nel girone B, un raggruppamento a 12 squadre che, oltre ovviamente alla Rivarolese, comprendeva: Genoa, Legnano, Bologna, Milan, Juventus, Modena, Cremonese, Spezia, Derthona, Esperia e Udinese. Le ultime quattro di ognuno dei tre gironi sarebbero retrocesse in Seconda Divisione. La Rivarolese, tuttavia, non riuscì a salvarsi: per un solo punto mancò la salvezza, chiudendo in terzultima posizione e retrocedendo nella Seconda Divisione.

### Seconda metà degli anni venti e anni trenta

Una formazione della Rivarolese del campionato di Seconda Divisione 1927-1928

Nella stagione 1923-1924 la Rivarolese disputò il campionato di Seconda Divisione venendo inserita nel girone A insieme a Sestrese, Savona, Vado, Speranza, Veloci Embriaci, Spes e Quarto. La Rivarolese lottò per la vittoria del girone fino all'ultimo, ma mancò l'obbiettivo per un punto, chiudendo seconda dietro la Sestrese. In questo caso decisivo fu l'intervento della FIGC che privò di due punti la Rivarolese per punirla per un presunto illecito nella partita contro il Quarto: la gara Rivarolese-Quarto del 13 gennaio 1924 fu infatti "privata del punteggio" dalla Lega Nord avendo con una inchiesta appurato l'illecito sportivo di entrambe nel favorire la vittoria della Rivarolese (4-2 sul campo) perché in campo i giocatori del Quarto avevano subito 4 gol con troppa facilità "non avendo difeso le proprie chance" (delibera Lega Nord del 22 gennaio 1924 pubblicata dalla Gazzetta dello Sport). Proprio quei due punti tolti risultarono decisivi: con quei due punti, la Rivarolese avrebbe superato in classifica la Sestrese, chiudendo in testa alla classifica e qualificandosi alle Finali promozione.
La Rivarolese disputò quindi il campionato 1924-1925 ancora in Seconda Divisione: ancora una volta non riuscì a vincere il girone A, chiudendo al secondo posto (a pari merito con la Valenzana) staccato da un solo punto dalla vincitrice del girone A, la Novese. Nella stagione 1925-1926 la Rivarolese disputò ancora il campionato di Seconda Divisione, questa volta nel girone B, ma la permanenza nel secondo livello fu messa a rischio da una riforma dei campionati: solo le prime quattro classificate di ogni girone di Seconda Divisione si sarebbero qualificate al successivo campionato cadetto, ribattezzato "Prima Divisione" (perché la massima serie, fino ad allora Prima Divisione, aveva cambiato nome in Divisione Nazionale). La Rivarolese non riuscì a centrare l'obbiettivo, chiudendo al nono posto e rimanendo quindi esclusa dalla cadetteria anche quando la FIGC decise di ripescare nel secondo livello anche le quinte e seste classificate dei gironi.
Nel 1926-1927 la Rivarolese disputò quindi il campionato di terza serie, la declassata Seconda Divisione, chiudendo a metà classifica. Nella stagione successiva, invece, vincendo il proprio girone, riuscì ad ottenere la promozione in Prima Divisione, serie appena declassata a terzo livello in seguito alla riforma che portò alla scissione del massimo campionato (Divisione Nazionale in due gironi nazionali) in due serie a girone unico: la Divisione Nazionale Serie A e la Divisione Nazionale Serie B. Nel 1929-1930 mancò la promozione in Serie B solo allo spareggio: chiuso il girone A di Prima Divisione a pari merito con la Lucchese, perse però il conseguente spareggio promozione (a La Spezia, 15 giugno 1930: Lucchese-Rivarolese 1-0).
Nel frattempo, nel 1926 il comune di Rivarolo Ligure e un'altra ventina di comuni autonomi furono inglobati nel territorio della città di Genova, che diveniva così la "Grande Genova"; di conseguenza, più volte si parlò di un progetto che intendeva unire le squadre dei nuovi quartieri della città ligure. Inizialmente la Rivarolese riuscì ad evitare prima la fusione con la Sampierdarenese e Andrea Doria, le quali avevano dato vita alla Dominante, e successivamente, nel 1931 evitò di venire fagocitata nel Foot Ball Club Liguria, cambiando il nome in quello di Associazione Calcio Fascista Littorio Rivarolo. In quegli anni la società disputò diversi campionati in Serie C, ottenendo un ottimo terzo posto nel 1936-1937; nel 1937, tuttavia, il Littorio Rivarolo e la Corniglianese non poterono evitare l'assorbimento da parte della Sampierdarenese, la quale assunse la denominazione Associazione Calcio Liguria. Il tentativo di ridar vita alla Rivarolese nel 1938 fallì per motivi economici tre anni dopo.

### Il dopoguerra
Nel dopoguerra la società fu rifondata con il nome di Polisportiva Rivarolese, iscrivendosi alla Serie C; in quella categoria militò per due stagioni, venendo retrocessa al termine della stagione 1947-48 nella neocostituita Promozione per riforma dei tornei: essendo infatti il campionato di Serie C diventato veramente elefantiaco (ben 18 gironi), al punto che qualcuno cominciò provocatoriamente a chiamarla Serie C Regionale, la FIGC stabilì che al riformato campionato di Serie C 1948-49 (a tre gironi, poi ampliati a quattro) sarebbero state ammesse solo le vincenti di ognuno dei gironi della Serie C gestiti dalla Lega Interregionale Nord: la Rivarolese non riuscì a vincere il girone, chiudendo settima e retrocedendo in Promozione.
La Rivarolese, comunque, tornò in Serie C dopo appena una stagione vincendo il girone A della Promozione 1948-49. Nel campionato di Serie C 1949-50 la Rivarolese, tuttavia, mancò la salvezza per un punto, ritornando immediatamente in Promozione. Ancora una volta la Rivarolese, tuttavia, seppe recuperare immediatamente la categoria perduta, vincendo il girone F della Promozione 1950-51, tornando ancora una volta in Serie C. Questo fu però l'ultimo campionato di Serie C disputato dalla Rivarolese, beffata da una riforma dei tornei: la FIGC decise infatti di rendere anche la Serie C un campionato a girone unico a partire dalla stagione 1952-53: ciò significava che solo le prime tre classificate di ognuno dei quattro gironi, a cui si aggiungevano le due migliori quarte, sarebbero state ammesse alla nuova Serie C a girone unico, mentre le escluse avrebbero partecipato, insieme alle migliori della Promozione, al neocostituito campionato di IV Serie. La Rivarolese non riuscì a entrare tra le prime tre del proprio girone, chiudendo al sesto posto nel girone A del campionato di Serie C 1951-52, venendo quindi retrocessa in IV Serie.
Con tale retrocessione incominciò il vero declino della Rivarolese: invero, nel campionato dell'esordio in IV Serie, la Rivarolese riuscì a chiudere al secondo posto nel proprio girone, prendendosi anche la soddisfazione di battere in entrambi gli scontri diretti la capolista del girone, la Carrarese. Già nel campionato successivo, tuttavia, la Rivarolese sfiorò la retrocessione nei campionati regionali, chiudendo dodicesima; la retrocessione fu rimandata solo di un anno e, al termine della stagione 1954-55, a causa del 16º posto nel girone a tre punti dalla salvezza, la Rivarolese precipitò nei campionati regionali, nei quali sarebbe rimasta per 21 anni.
Seguirono una serie di stagioni nelle quali la squadra militò nei campionati regionali di Promozione, Campionato Nazionale Dilettanti e Prima Categoria non riuscendo mai a lottare per la promozione in Serie D, e retrocedendo anzi nel secondo livello regionale (all'epoca la Seconda Categoria) al termine della stagione 1964-65. Dopo una fusione con gli Amici Certosa, da cui ereditò il colore giallo, intraprese una piccola risalita, culminata con la promozione in Serie D nel 1976. Nella prima stagione in Serie D ottenne la salvezza senza problemi, chiudendo al settimo posto a pari punti con la Novese e l'Imperia, ma nella stagione successiva la squadra non riuscì a salvarsi, chiudendo penultima e precipitando di nuovo nel campionato regionale di Promozione. Da allora la Rivarolese ha sempre militato nei campionati regionali, non brillando particolarmente. L'ultima stagione nel massimo campionato regionale, all'epoca la Promozione, fu quella 1990-91: al termine della stagione, a causa del 10º posto nel girone B, non fu ammessa al neocostituito campionato regionale di Eccellenza (al quale furono ammesse le migliori sette di ognuno dei due gironi, più la migliore ottava). L'ultima stagione in Promozione (secondo livello regionale) fu quella 1998-99.
Negli ultimi tempi ha dedicato particolare attenzione al vivaio, intraprendendo una collaborazione con la Sampdoria. Dopo diverse stagioni stabilmente nel campionato di Seconda Categoria, grazie alla fusione con la Nuova Cartusia ottiene di giocare in Prima Categoria. Nella stagione 2011-12 il presidente Sighieri affida il compito di costruire la squadra al neo Direttore Sportivo Nino Bevilacqua, ex giocatore della grande Sestrese vincitrice di Coppa Italia e Campionato di Eccellenza e già Direttore Sportivo con ottimi successi al Don Bosco. Al primo colpo la Rivarolese sale in Promozione grazie alla campagna acquisti e al lavoro di mister Balboni chiamato a sostituire Ligi Barboni a dicembre. Dopo un avvio di stagione stentato, infatti, la Rivarolese ottiene la promozione dopo gli spareggi, grazie alla vittoria sulla Val d'Aveto (doppio successo, 2-0 all'andata al Torbella e 1-0 al ritorno) e sulla Carlin's Boys per 3 a 2 nella gara secca disputatasi a Noli.
Nei successivi tre anni di Promozione dal 2012 al 2015, con la nomina di Riccardo Tonello a mister della prima squadra(dopo essere stato il valido secondo di mister Balboni), la Rivarolese torna ad essere la società gloriosa ed ammirata da tutti di un tempo, ottenendo due salvezze anticipate ed un inaspettato 6º posto.
Nel 2015, dopo un rimpasto dirigenziale anticipato dalle dimissioni dell'intero staff tecnico, è pronta ad affrontare un nuovo campionato di Promozione .
Nel mese di Ottobre il Direttore Sportivo Massimo Lebole opera il cambio di allenatore promuovendo Angelo Sorbello dalla formazione Juniores e al termine della stagione 2015-2016, grazie al secondo posto nel girone B del campionato ligure di Promozione e la vittoria in finale play-off contro l'Ortonovo per 1-0, ottiene finalmente la promozione al quinto livello del calcio italiano.
Nell'estate 2019, dopo una trattativa post campionato, viene ufficializzata la fusione per incorporazione tra la Rivarolese 1919 (che nel contempo aveva incorporato il Campomorone Sant'Olcese) con il Rapallo Ruentes 1914, militante nella stessa categoria di Eccellenza. La società, che assume la denominazione ufficiale di S.S.D.R.L. Rapallo R. 1914 Rivarolese, gioca le sue partite casalinghe allo Stadio "Macera" di Rapallo, mentre l'ex settore giovanile e juniores della Rivarolese rimane presso lo Stadio "Torbella" di Rivarolo.
Nel 2022 la società viene rifondata da Ivo Bellinazzi (Presidente), Fabio Rizzo (Vicepresidente) e Moreno Menegatti (Direttore Generale) ripartendo dalla Terza Categoria con Fabio Mazzarello alla guida della prima squadra. La prima stagione si è con conclusa con la vittoria della Coppa Liguria e la promozione in Seconda Categoria, ottenuta ai play-off dopo il piazzamento al quarto posto nella regular season. 
2023/24
La prima stagione in Seconda Categoria finisce con l’ottenere il 4º posto in classifica, e quindi i playoff dove vince 3-0 (marcatori: 2belotti, autogol) contro la Dinamo Santiago, di conseguenza li aspetta in finale il San Giovanni Battista che batte la rivarolese per 2-0. 
Nel giugno 2024 la presidenza passa nelle mani del vice Fabio Rizzo.
e la squadra viene affidata alle mani sapienti di Angelo Sorbello, sperando che ripeta i miracoli fatti nella sua precedente esperienza sempre al comando della Rivarolese

## Palmarès

### Competizioni regionali
- Promozione: 2

1950-1951 (girone F), 1975-1976
- Prima Categoria: 1

1974-1975 (girone B)
- Terza Categoria: 1

2022-23 (girone A)

### Altri piazzamenti
- Serie C:

Terzo posto: 1946-1947 (girone C Lega Interregionale Nord)
- IV Serie:

Secondo posto: 1952-1953 (girone D)
- Campionato Nazionale Dilettanti:

Secondo posto: 1957-1958 (girone B)
- Eccellenza:

Secondo posto: 2018-2019
- Coppa Italia Dilettanti Liguria:

Finalista: 2017-2018
- Coppa Liguria:

Primo posto: 2022-2023